# Église Saint-Germain de Villepreux
L’église Saint-Germain est un édifice religieux qui se trouve dans la commune française de Villepreux, dans les Yvelines.

## Historique
Au IIe siècle, la paroisse de Villepreux appartient aux moines de l'abbaye de Marmoutier, près de Tours. L'église fut édifiée au XIIe siècle sous le vocable de Saint-Germain, évêque d'Auxerre.
Plusieurs consécrations d'évêques y eurent lieu. C'est là qu'en 1618, Vincent de Paul, encore précepteur des enfants de Philippe-Emmanuel de Gondi, prêcha ses premières missions.

## Description
C'est un édifice en moellon de calcaire, couvert d'un enduit. La couverture est faite de tuiles plates et d'ardoise. Son plan allongé comporte un vaisseau unique. La flèche carrée est surmontée d'un toit à longs pans.

## Mobilier
La cloche « Jeanne Marie » date de 1561.